# هانتوبوهيت
هانتوبوهيت (بالإنجليزية: Hintubuhet)‏ في أساطير ميلانيزيا وإيرلندا الجديدة هي إلهة خارقة ثنائية الجنس أو خنثى.